# 火星手部透镜成像仪

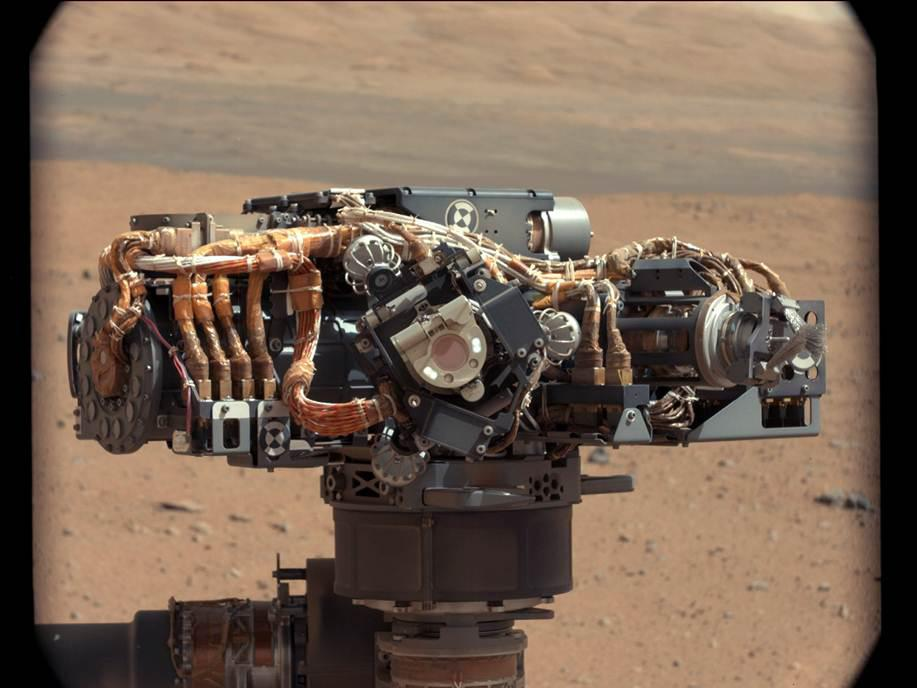
2012年9月8日，“好奇号”的火星手部透镜成像仪（MAHLI），背景为夏普山。

火星手部透镜成像仪（Mars Hand Lens Imager ）是一台安装在火星车机械臂顶端的透镜相机，英文简称“马赫利”（MAHLI），也是火星科学实验室任务中“好奇号”漫游车上部署的17部相机之一。

## 概述

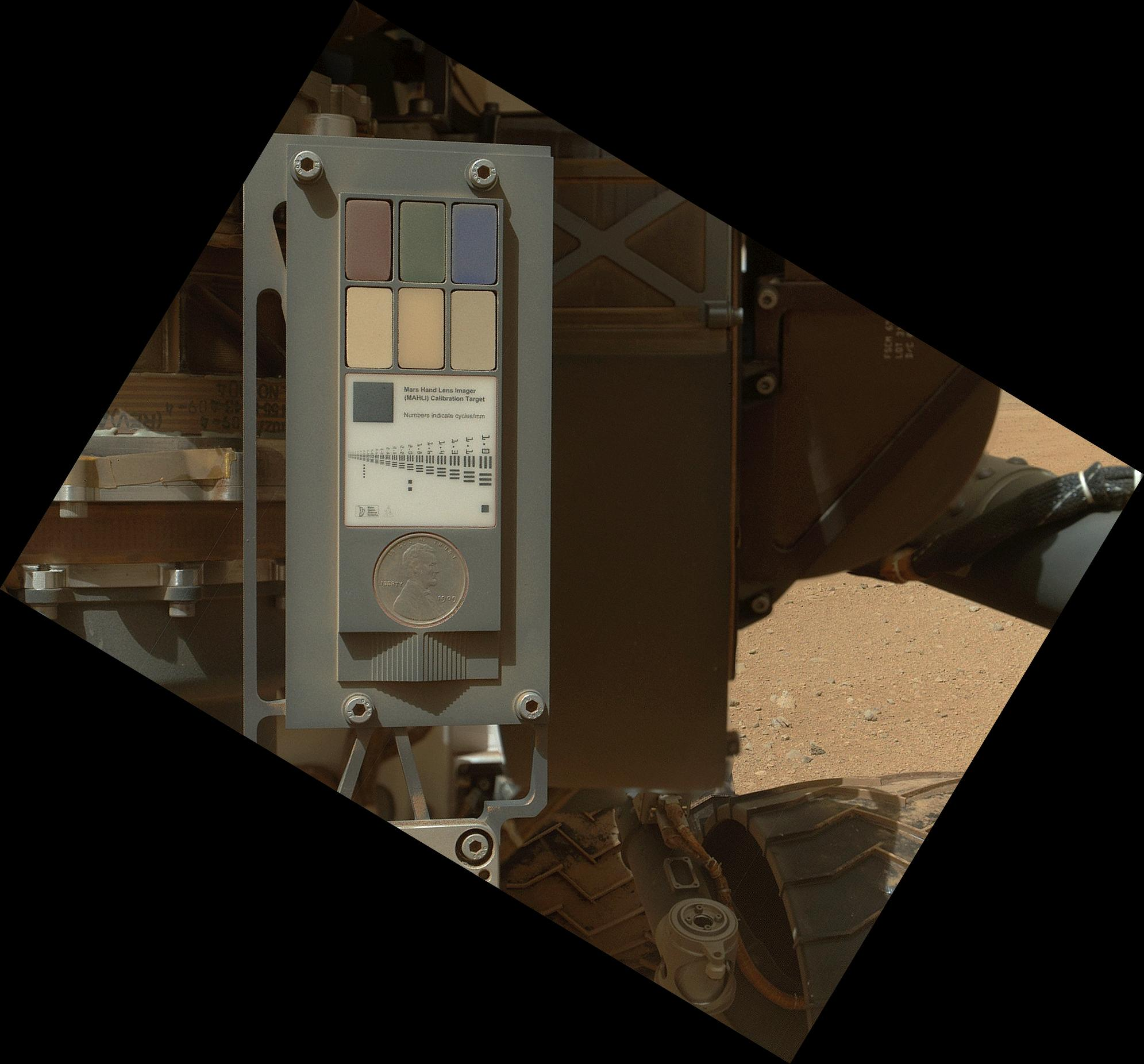
火星手部透镜成像仪的“校准指标”（2012年9月9日）(三维成像)

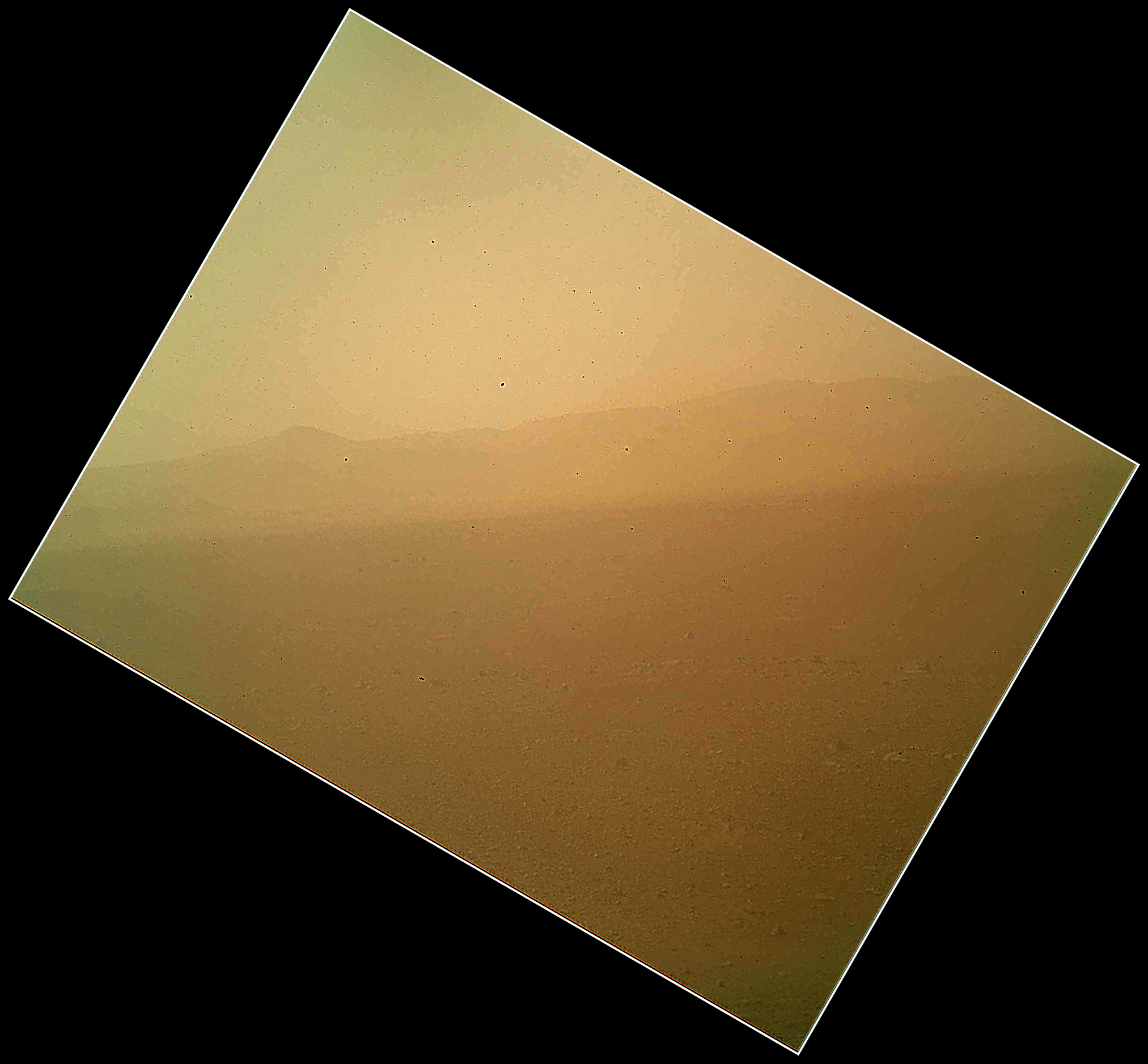
美国宇航局“好奇号漫游车”抵达火星首日通过火星手部透镜成像仪所看到的景观，远处可见到盖尔撞击坑的边缘。

该相机安装在火星车机械臂末顶端，主要用于获取岩石和土壤的显微图像，但也可用于拍摄其他图像。火星手部透镜成像仪能以高达每像素14.5微米的分辨率，拍摄1600×1200像素真彩色照片。具有18.3毫米至21.3毫米焦距和33.8到38.5度的视场宽度，并配备了在黑暗中拍摄或荧光成像的白色和紫外發光二極管(LED)照明和从毫米距离到无限的机械调焦。该系统还可通过焦点合成处理生成一些图像，并能储原始图像，也可以进行实时无损或JPEG压缩。火星手部透镜成像仪的（三维成像 （页面存档备份，存于））校准指标 （页面存档备份，存于），包括参考色、公制条形图、一枚1909年维克多·大卫·布伦纳版林肯便士（美分硬币）
和用于深度校准的阶梯图。
美国宇航局表示，“好奇号”火星手部透镜成像仪的主要目标，是获取火星车所在的盖尔撞击坑现场中岩石和土壤的近距离高分辨率照片。该相机能聚焦0.8英寸（2.1厘米）到无穷远距离处的任何目标，这意味着它还可以获得火星景观的图片”。
该相机还用来拍摄漫游车的照片，其中一张照片在2013年被《探索传播》评为最佳太空机器人自拍照之一。